# Andreas Ottl
Andreas Ottl (phát âm tiếng Đức: [anˈdʁeːas ˈɔtl̩]; sinh ngày 1 tháng 3 năm 1985 tại München) là một cầu thủ bóng đá người Đức chơi ở vị trí Tiền vệ phòng ngự. Hợp đồng bóng đá chuyên nghiệp đầu tiên của anh được ký vào ngày 1 tháng 7 năm 2005. Anh cũng từng là thành viên của ĐT U-21 Đức. Ottl là một cầu thủ rất đa năng và anh có thể chơi tốt ở nhiều vị trí trên hàng tiền vệ.

## Danh hiệu
- Giải trẻ U-17 Đức: 2001
- Giải trẻ U-19 Đức: 2002, 2004
- Giải bóng đá hạng ba Nam Đức: 2004
- Bundesliga: 2006, 2008
- DFB-Pokal: 2006, 2008,
- Liga-Pokal: 2007
- DFB-Supercup: 2010

## thống kê sự nghiệp
số liệu thống kê tính đến ngày 19/3/2010

| Câu lạc bộ      | Mùa giải       | Giải | Giải | Cúp  | Cúp | châu Âu | châu Âu | Tổng cộng | Tổng cộng |
| Câu lạc bộ      | Mùa giải       | Trận | Bàn  | Trận | Bàn | Trận    | Bàn     | Trận      | Bàn       |
| --------------- | -------------- | ---- | ---- | ---- | --- | ------- | ------- | --------- | --------- |
| Bayern München  | 2005–06        | 8    | 1    | 2    | 1   | 0       | 0       | 10        | 2         |
| Bayern München  | 2006–07        | 24   | 1    | 2    | 1   | 7       | 0       | 33        | 2         |
| Bayern München  | 2007–08        | 19   | 3    | 3    | 0   | 8       | 0       | 30        | 3         |
| Bayern München  | 2008–09        | 22   | 0    | 2    | 0   | 1       | 0       | 25        | 0         |
| Bayern München  | 2009–10        | 4    | 0    | 1    | 0   | 4       | 0       | 9         | 0         |
| 1. FC Nuremberg | 2009–10        | 17   | 1    | 2    | 0   | 4       | 0       | 23        | 0         |
| Bayern München  | 2010–11        | 11   | 0    | 3    | 1   | 3       | 0       | 17        | 1         |
| Tổng sự nghiệp  | Tổng sự nghiệp | 105  | 5    | 15   | 3   | 27      | 0       | 147       | 8         |